# Liste der Baudenkmale in Lehre (Niedersachsen)
In der Liste der Baudenkmale in Lehre sind die Baudenkmale der niedersächsischen Gemeinde Lehre und ihrer Ortsteile aufgelistet. Der Stand der Liste ist der 14. Dezember 2022. Die Quelle der Baudenkmale ist der Denkmalatlas Niedersachsen.

## Allgemein
In den Spalten befinden sich folgende Informationen:
- Lage: die Adresse des Baudenkmales und die geographischen Koordinaten. Kartenansicht, um Koordinaten zu setzen. In der Kartenansicht sind Baudenkmale ohne Koordinaten mit einem roten Marker dargestellt und können in der Karte gesetzt werden. Baudenkmale ohne Bild sind mit einem blauen Marker gekennzeichnet, Baudenkmale mit Bild mit einem grünen Marker.
- Bezeichnung: Bezeichnung des Baudenkmales
- Beschreibung: die Beschreibung des Baudenkmales. Unter § 3 Abs. 2 NDSchG werden Einzeldenkmale und unter § 3 Abs. 3 NDSchG Gruppen baulicher Anlagen und deren Bestandteile ausgewiesen.
- ID: die Objekt-ID des Baudenkmales
- Bild: ein Bild des Baudenkmales, ggf. zusätzlich mit einem Link zu weiteren Fotos des Baudenkmals im Medienarchiv Wikimedia Commons. Wenn man auf das Kamerasymbol klickt, können Fotos zu Baudenkmalen aus dieser Liste hochgeladen werden:

## Beienrode

### Baudenkmale (Einzeln)
| Lage                                             | Bezeichnung | Beschreibung | ID       | Bild |
| ------------------------------------------------ | ----------- | --- | -------- | ---- |
| 52° 21′ 16″ N, 10° 43′ 57″ O                     | Grenzstein  | Hornwiese | 32660716 | BW   |
| Glentorfer Straße 5 52° 21′ 10″ N, 10° 44′ 11″ O | Wohnhaus    | Zweigeschossiger Ziegelbau unter Walmdach in Schieferschindeldeckung. Eingangsmitte risalitartig hervorgehoben mit oberen Ziergiebelabschluss. Überstabte Segmentbogenfenster, eingezogene Brüstungsfelder mit Ziegelziersetzung in Andreaskreuzform. Rückwärtig schlichter gestaltet. | 32660754 | BW   |
| Winkelstraße 52° 21′ 14″ N, 10° 44′ 17″ O        | Kirche      | Kirche St. Jürgen Beienrode, kleiner romanischer Saalbau aus Natursteinmauerwerk (Sand- und Kalkstein, Findlinge) mit Haupt- und Querschiff unter Satteldach sowie einem quer vorgelegtem Westturm. Langhaus mit geradem Chorschluss sowie Rundbogenfenstern. Erweiterung des Querschiffes in Nord–Süd–Richtung um 1900 mit runder Apsis gen Norden und südlichen Eingangsportal im Kastell–Stil, flankiert von zwei Rundfenstern, Giebelfelder jeweils drei Oculi und einem mittigen Schlitzfenster. Westturm mit einzelnen Schießscharten, Turmschaft durch Zuganker verklammert, Glockenstuhl mit Rundbogenfenster. Blechgedecktes Satteldach und Laterne mit polygonalem Pyramidenaufsatz. Im Inneren eine Orgelempore von 1592, mit Tugendbildnissen in Tempera auf Kreidegrund, sowie bleiverglaste bunte Fenster um 1900 und älter. | 32660822 |      |
| Winkelstraße 7 52° 21′ 12″ N, 10° 44′ 14″ O      | Wohnhaus    | Eingeschossiger Fachwerkbau unter ziegelgedecktem Halbwalmdach in Krempziegeldeckung. Straßenseitig symmetrisches Fachwerkgefüge, breite Schleppgaube in horizontaler Holzverschalung, Grundschwelle rechts etwas höher. Rückwärtig massiv ersetzt. Alter Dachstuhl. | 32660859 | BW   |

## Essehof
Im Ortsteil Essehof befinden sich keine eingetragenen Baudenkmale.

## Esserode

### Gruppe: Gefallenenfriedhof Essenrode
Die Gruppe hat die ID : 32630012.
| Lage                                   | Bezeichnung | Beschreibung | ID       | Bild |
| -------------------------------------- | ----------- | ------------ | -------- | ---- |
| Kirchring 52° 22′ 18″ N, 10° 37′ 47″ O | Friedhof    |              | 32661051 | BW   |

### Gruppe: Kirchhof Essenrode
Die Gruppe hat die ID : 32630024. Ortsbildwirksamer historischer Ortskern mit romanischer Pfarrkirche, dem Gelände des Kirchhofes und dem Pfarrhof.
| Lage                                     | Bezeichnung  | Beschreibung | ID       | Bild |
| ---------------------------------------- | ------------ | --- | -------- | ---- |
| Kirchring 6 52° 22′ 17″ N, 10° 37′ 55″ O | St. Johannes | Im Kern romanische Saalkirche aus Kalksteinmauerwerk mit geradem Chorschluss, Walmdach und quergestelltem Westturm. Langhaus mit scheitrechten werksteingefassten Fenstern, Walmdach mit Ziegelpfannendeckung. Nördlich Eingangsvorbau in Fachwerk unter abgeschleppten Dach. Westturm in Kalksteinmauerwerk, mit teils verbauten Feldsteinen, oberer Turmaufsatz in Ziegelmauerwerk unter Satteldach, rundbogige Schallarkaden und Fenster. Im Inneren ein hölzernes Tonnengewölbe, gotische Malereien (um 1400) sowie ein barocker Kanzelaltar von 1744. Im Altarraum ehemaliges Erbbegräbnis von Bühlows. | 32661087 |      |
| Kirchring 6 52° 22′ 17″ N, 10° 37′ 52″ O | Kirchhof     | | 32661104 | BW   |
| Kirchring 6 52° 22′ 17″ N, 10° 37′ 51″ O | Einfriedung  | Einfriedung der Kirche in Form eines Holzstaketenzaunes mit Steinpfeilern. | 32692815 | BW   |
| Kirchring 7 52° 22′ 16″ N, 10° 37′ 54″ O | Pfarrhaus    | Zweigeschossiger, im Garten freistehender roter Ziegelbau auf rotem Sandsteinsockel unter Satteldach in Krempziegeldeckung. Östlich ein Mittelrisalit mit Zwerchhaus. Überstabte Segmentbogenfenster, Gurtfriese in Form eines Deutschen Bandes, an den Giebelseiten Konsolfriese und Freigespärre. Achsenmittiger Zugang von der Westseite aus. | 32661122 | BW   |
| Kirchring 7 52° 22′ 16″ N, 10° 37′ 53″ O | Scheune      | Eingeschossiger Fachwerkbau unter Halbwalmdach in Krempziegeldeckung. Zur Nordwestseite leicht außermittige Längseinfahrt, zur Südostseite zahlreiche Wirtschaftsöffnungen. Fachwerkgefüge mit roter Ziegelsichtausfachung, Giebelfelder mit Krempziegeln verhangen. | 32661139 | BW   |

### Gruppe: Alte Krugstraße 4
Die Gruppe hat die ID : 32630002. Gasthof des 19. Jh. mit Wohn- und Wirtschaftsgebäuden in Fachwerkbauweise.
| Lage                                          | Bezeichnung  | Beschreibung | ID       | Bild |
| --------------------------------------------- | ------------ | --- | -------- | ---- |
| Alte Krugstraße 4 52° 22′ 5″ N, 10° 38′ 8″ O  | Gasthof      | Haupthaus der sogenannten Mühlenschenke als eingeschossiger, giebelständiger Fachwerkbau auf Kalkstein–Kellersockel unter Halbwalmdach in Krempziegeldeckung. Symmetrisches Fachwerkgefüge mit geschosshohen Streben, Ausfachung in gestrichener Ziegelsetzung. Zur Ostseite Eingangsrisalit mit Zwerchhaus, Gebälk durch Profilbretter verblendet. Ostfassade in Schindelbehang, mittig ein Wintergartenanbau. | 32660993 | BW   |
| Alte Krugstraße 4 52° 22′ 5″ N, 10° 38′ 10″ O | Nebengebäude | Eingeschossige Querdurchfahrtsscheune unter Satteldach in Krempziegeldeckung. Östliche Seite in Ständerfachwerk, westliche Hälfte in Rähmfachwerk, mit zurückgesetzter nördlicher Fassadenfront. Achsenmittiges Dielentor, daneben kleine Auslucht auf Kopfband im OG. | 32661013 | BW   |

### Gruppe: Gut Essenrode
Die Gruppe hat die ID : 32630038. Das Gut liegt auf annähernd rechteckigem Grundriss am nördlichen Ortsrand von Essenrode. Im Zentrum die rechteckige Herrenhausinsel umgeben vom Wassergraben. Im nördlichen Bereich das 1728 errichtete Herrenhaus. Die Zufahrt mit beidseitigen Baumhainen aus Linden und Rosskastanien. Im Westen kleiner, Anfang des 20. Jahrhunderts erbauter Gartenpavillon, am südöstlichen Zugangsweg Eiskeller von 1868.
| Lage                                                 | Bezeichnung        | Beschreibung | ID       | Bild |
| ---------------------------------------------------- | ------------------ | --- | -------- | ---- |
| Schloßstraße 6 52° 22′ 17″ N, 10° 38′ 7″ O           | Herrenhaus         | Das Herrenhaus Essenrode ist ein 1738 für von Bülow errichteter verputzter, weiß-grauer und zweigeschossiger Bau, das Dach an den Schmalseiten abgewalmt. Lachsrot abgesetzte Quaderverzahnungen an den Kanten. Südfassade mit symmetrischer Fassadengliederung mit gruppierten Fensterachsen, lachsrot gerahmten Fensteröffnungen und Freitreppe zum mittigen Haupteingang. Mittelachse mit knapp vorspringendem Risalit durch Rundbögen über dem Portal, dem darüber liegenden Fenster sowie im Traufbereich betont. Nordfassade ist mit Schiefer verkleidet. Leicht hervortretende Mittelrisalit von Dreiecksgiebel bekrönt. Ostfassade mit Schiefer behangen, die Westfassade durch Efeubewuchs verdeckt. Im Vestibül doppelläufige Treppe. Zentral im OG Saal mit Wandschränken und zwei Kaminen mit Régence-Ornamenten. | 32661244 |      |
| Schloßstraße 6 52° 22′ 15″ N, 10° 38′ 5″ O           | Brücke             | Die Steinbrücke aus Werkstein mit zwei Bögen im Süden der Gutsanlage führt über Wassergraben auf Herrenhausinsel. Filigranes Eisengeländer mit Prellsteinen und Sandsteinpfosten mit pyramidenförmigen Aufsätzen. | 32661296 | BW   |
| Schloßstraße 6 52° 22′ 17″ N, 10° 38′ 5″ O           | Graft              | Der Wassergraben umgibt die Herrenhausinsel spätestens seit der Erbauung des Herrenhauses 1738 als geradliniges Rechteck und wird im Süden, im Osten und im Norden von Brücken und Stegen überspannt. | 32689779 | BW   |
| Schloßstraße 6 52° 22′ 20″ N, 10° 38′ 9″ O           | Gutspark           | Auf rechteckigem Grundriss wird mittige Rasenfläche von Baum- und Strauchvegetation sowie Rundweg umgeben, welcher an diversen steinernen Gartenmöbelierungen und Kleinarchitektur wie Tischen und Sitzgrotten vorbeiführt. Im Osten Weg als Hainbuchenallee ausgebildet. Westlicher Baumbestand vorrangig aus Eichen, Linden und Hainbuchen. Vom Herrenhaus aus verläuft die Blickachse bis zum Tor an der nördlichen Grundstücksgrenze ungehindert. | 32661278 | BW   |
| Schloßstraße 6 52° 22′ 18″ N, 10° 38′ 9″ O           | Eiskeller          | Im südöstlichen Bereich des Gartens. Sechseckiger massiver und verputzter Steinbau mit vortretenden Quaderverzahnungen an den Kanten. Polygonales Zeltdach, Eingang in kleinem Vorbau mit Walmdach. An Westseite Tafel mit der Datierung „1868“. Im Gewölbe unterhalb des Erdniveaus wurden Eisblöcke gelagert, darüber vermutlich Lebensmittel. | 50946472 | BW   |
| Von-Hardenberg-Straße 1 52° 22′ 19″ N, 10° 38′ 15″ O | Wohnhaus           | Traufständiger einstöckiger Backsteinbau mit Niedersachsengiebel und Pferdeköpfen als Giebelschmuck. Erbaut 1922 als Arbeiterwohnhaus. Im Süden schließt giebelseitig ein niedrigerer und schmalerer Anbau an. Dachgeschosse jeweils mit ausgemauertem Fachwerk. | 32661334 | BW   |
| Schloßstraße 6 52° 22′ 17″ N, 10° 38′ 12″ O          | Wirtschaftsgebäude | Giebelständiger zweistöckiger Backsteinbau unter Satteldach, erbaut 1922. Hofseitiger Dachüberstand auf gemauerten Konsolen. Im Osten traufständiger zweigeschossiger Anbau mit niedrigerem Satteldach und zur Hofseite ausgemauertem Fachwerkobergeschoss. Ehemals als Hühnerstall und Getreidelager, heute als Pferdestall genutzt. Fassaden des Anbaus und des benachbarten Stallgebäudes werden durch Backsteinmauer mit Toreinfahrt zu geschlossenen Straßenfront verbunden. | 50945215 | BW   |
| Schloßstraße 6 52° 22′ 15″ N, 10° 38′ 11″ O          | Stall              | Traufständiges Stallgebäude von 1896. Zweistöckiger Backsteinbau mit mittiger Längsdurchfahrt unter Satteldach. Backsteingliederung: traufseitig acht, giebelseitig drei voneinander durch Lisenen getrennte Fensterachsen, profilierte Geschossgesimse, Blendgliederung und Zierfriese, Segmentbogenfenster. | 32661261 | BW   |
| Von–Hardenberg–Straße 2 52° 22′ 15″ N, 10° 38′ 9″ O  | Wirtschaftsgebäude | Um 1920 erbautes zweistöckiges Wirtschaftsgebäude mit Niedersachsengiebel und Windbrettern in Form von Pferdeköpfen. Hofseitiges Zwerchhaus mit Ladeluke und Uhr im Giebelfeld erscheint optisch als Dachhäuschen. Seit 2007 als Wohn- und Wirtschaftsgebäude genutzt. | 50945991 | BW   |
| Von-Hardenberg-Straße 2 52° 22′ 14″ N, 10° 38′ 10″ O | Wohnhaus           | Zur Straßenseite giebelständiger einstöckiger Backsteinbau unter Satteldach, erbaut um 1900 als Arbeiterwohnhaus. Traufständig ausgemauertes Fachwerk und hofseitig zwei Eingänge. | 32661351 | BW   |
| Schloßstraße 1 - 4 52° 22′ 13″ N, 10° 38′ 6″ O       | Wohnhaus           | Langgestreckte geschlossene Reihe einstöckiger Backsteinbauten mit vier Wohneinheiten unter Satteldach. Als Arbeiterwohnungen um 1900 an südlicher Gutsgrenze erbaut. Traufständiger Baukörper mit konvex gebogenen Grundriss. Hofseite mit ausgemauertem Fachwerk und Kopfsteinpflaster, Straßenseite und Giebelfassaden backsteinsichtig. | 32661176 | BW   |

### Baudenkmale (Einzeln)
| Lage                                                            | Bezeichnung               | Beschreibung | ID       | Bild |
| --------------------------------------------------------------- | ------------------------- | --- | -------- | ---- |
| Alte Krugstraße 13 52° 22′ 6″ N, 10° 38′ 7″ O                   | Wohnhaus                  | Zweigeschossiger Ziegelbau auf Werksteinsockel unter Satteldach. Südliche Schauseite in Ziegelmauerwerk, mit überstabten Fenstern und im Segmentsturz farbig gefassten Bögen, im EG eingezogene Brüstungsfelder, im OG durchgehendes Sohlbankgesims. Gebäudemitte risalitartig hervorgehoben, mit Dreiecksgiebel mit Freigespärre. Rückwärtige Außenmauern in Fachwerk mit Andreaskreuzen und Ziegelziersetzung.                                                        | 32661031 | BW   |
| An der Mühle 1 52° 23′ 7″ N, 10° 38′ 41″ O                      | Mühle                     | Erdholländer auf rundem Grundriss mit einem konischen Turm aus Ziegelmauerwerk, Öffnungen in Segmentbogenform, oberes Gesimsband in Zinnenkranzform. Mühlenhaube, Flügel und Technik wurden entfernt. | 32660680 | BW   |
| Kirchring 4 52° 22′ 18″ N, 10° 37′ 52″ O                        | Wohnhaus                  | Eingeschossiger Fachwerkbau auf Kalkstein-Quadersockel unter Halbwalmdach in Ziegelpfannendeckung. Symmetrisches Fachwerkgefüge mit Ziegelsichtausfachung, zur Südseite zwei Eingänge hinter Freitreppe. Westliche Giebelseite in Ziegelpfannendeckung, heutige Gaube anstelle des ursprünglichen Ladestocks. | 32661068 | BW   |
| Mittelweg 21 52° 22′ 9″ N, 10° 38′ 16″ O                        | Wohnhaus                  | | 32661156 | BW   |
| Schloßstraße 14 52° 22′ 14″ N, 10° 38′ 0″ O                     | Wohn-/ Wirtschaftsgebäude | Zweigeschossiger Vierständer-Fachwerkbau auf Sockel unter Satteldach in Krempziegeldeckung. Beidseitig breitere und ausgebaute Wirtschaftsteile, Diele und Flett noch gut ablesbar. Fachwerkgefüge mit geschosshohen Streben und doppelter Verriegelung, zur Südseite in Ziegelsichtausfachung, auf der Nordseite verputzt. Westliche Giebelseite in Krempziegelbehang, südlich achsenmittiger Zugang zum Wohnteil. Zum Ostgiebel ein Dielentor, moderne Veränderungen. | 32661315 | BW   |
| Straße Kl.Brunsrode-Essenrode (K37) 52° 22′ 6″ N, 10° 39′ 42″ O | Grenzstein                | | 32661620 | BW   |
| Straße Kl.Brunsrode-Essenrode (K37) 52° 22′ 5″ N, 10° 39′ 37″ O | Grenzstein                | | 32660960 | BW   |

## Flechtorf

### Gruppe: Kirchhof Flechtorf
Die Gruppe hat die ID : 32630085. Ortsbildwirksamer historischer Ortskern mit Kirche, dem Gelände des Kirchhofs mit Kriegerdenkmal, sowie Pfarrhof.
| Lage                                      | Bezeichnung    | Beschreibung | ID       | Bild |
| ----------------------------------------- | -------------- | --- | -------- | ---- |
| Kirchtwete 1 52° 21′ 25″ N, 10° 42′ 25″ O | Kirche         | Heilig-Kreuz-Kirche Flechtorf, rechteckiger Saalbau aus geschlämmten Bruchsteinmauerwerk mit geradem Chorschluss und Westturm. Langhaus mit schlichten werksteingefassten Rundbogenfenstern, zur Süd- und Ostseite Zugänge. Gebäudeecken durch Quaderung hervorgehoben, an den Außenwänden eingelassene Epitaphien. Westturm mit zwei Abseiten, Turmschaft mit Rundbogenfenstern und gekuppelten Schallarkaden, Turmaufsatz mit einer schiefergedeckten Zwiebelhaube mit Laterne. Innenausstattung größtenteils klassizistisch. | 32661535 |      |
| Kirchtwete 1 52° 21′ 25″ N, 10° 42′ 26″ O | Kirchhof       | | 32661552 | BW   |
| Kirchtwete 1 52° 21′ 25″ N, 10° 42′ 25″ O | Kriegerdenkmal | | 32661569 | BW   |
| Kirchtwete 2 52° 21′ 24″ N, 10° 42′ 25″ O | Nebengebäude   | Ehemaliges Stallgebäude als eingeschossiger Fachwerkbau auf Natursteinsockel unter Satteldach in Ziegelpfannendeckung. Fachwerkgefüge mit geschosshohen Streben, einfacher Verriegelung und einer verputzten Ausfachung. Zum Nordgiebel eine kleine Auslucht unter Abschleppung. Zur östlichen Traufseite Zugang und Wirtschaftstor. Zu Wohnzwecken ausgebaut. | 32661603 | BW   |
| Kirchtwete 2 52° 21′ 24″ N, 10° 42′ 27″ O | Pfarrhaus      | Zweigeschossiger, breitgelagerter Fachwerkbau auf Kellersockel unter Walmdach in Ziegelpfannendeckung. Fachwerk durch vertikale Holzschalung verblendet, nördlicher achsenmittiger Zugang. | 32661586 | BW   |

### Gruppe:Burg Campen
Die Gruppe hat die ID : 32630073. Geschichtlich bedeutende, aus einer mittelalterlichen Wasserburg hervorgegangene Burganlage, erhalten daraus ist ein Amtshaus aus dem Jahre 1596 mit Mauerresten des ehemaligen Burgbaus, sowie ein Fachwerk-Wohnhaus aus der ersten Hälfte des 19. Jh.
| Lage                                      | Bezeichnung | Beschreibung | ID       | Bild |
| ----------------------------------------- | ----------- | --- | -------- | ---- |
| An der Burg 2 52° 21′ 9″ N, 10° 42′ 32″ O | Wohnhaus    | Zweigeschossiges Fachwerkhaus auf Kalkstein- und Ziegelsockel unter Halbwalmdach in Ziegelpfannendeckung. Zwei Zugänge zur Ostseite, einer nachträglich zur Mitte versetzt. Fachwerkgefüge mit geschosshohen Streben und im EG zweifacher, im OG einfacher Verriegelung. Sichtgebälk mit Füllhölzern und eine verputzte Ausfachung. | 32661485 |      |
| An der Burg 3 52° 21′ 8″ N, 10° 42′ 31″ O | Burg        | Zweigeschossiger Schlossbau unter Satteldach mit Aufschieblingen. Nordwand und der gesamte Sockelbereich im EG in Bruchstein, Fenster in Werksteineinfassungen, eingelassen ein erhaltener Aborterker. Zur westlichen Seite ziehen sich die Mauerreste der Burg nur in Form der Außenwand entlang. OG in Fachwerk, vorkragend über profilierten Knaggen. Südliche Hoffront in geschnitztem Fachwerkbau mit Schwellinschrift und zwei Zugängen. Fachwerkgefüge mit verputzter Ausfachung, zur Südseite teils Fußstrebenpaare, ansonsten zweifeldige Streben zur Aussteifung. | 32661502 |      |

### Baudenkmale (Einzeln)
| Lage                                                       | Bezeichnung | Beschreibung | ID       | Bild |
| ---------------------------------------------------------- | ----------- | --- | -------- | ---- |
| Alte Braunschweiger Straße 31 52° 21′ 14″ N, 10° 42′ 35″ O | Mühle       | Zweiflügeliger Gebäudekomplex: Südlich langgezogener, mehrgeschossiger Massivbau in gelben Verblendziegeln unter Mansarddach. Gestalterisch alternierendes Fenstergefüge mit teils gekuppelten Segmentbogenfenstern. Nördlich ein zweigeschossiger Flügelanbau als Bürokomplex unter abgewalmten Satteldach, zum Westen mit winkelförmigen zweieinhalbgeschossigen Anbau unter Mansarddach, dort eine eingelassene Uhr im Zwischengeschoss. Fassade durch rote Ziegelziersetzungen sowie Formsteine hervorgehoben. | 32661450 | BW   |

## Groß Brunsrode

### Gruppe: Kirchhof Gr. Brunsrode
Die Gruppe hat die ID : 32630115. Historischer Ortskern mit Kirche und Pfarrhaus.
| Lage                                     | Bezeichnung | Beschreibung | ID       | Bild           |
| ---------------------------------------- | ----------- | --- | -------- | -------------- |
| Dorfstraße 6 52° 21′ 10″ N, 10° 40′ 3″ O | Kirche      | Verputzter Saalbau mit geradem Chorschluss und einem quergestellten Westturm in Kalksteinmauerwerk. Langhaus unter ziegelgedecktem Satteldach mit südlich zwei seitlichen Eingängen mit darüber liegenden Rundfenstern, sonst große sprossengeteilte Rundbogenfenster, zur Traufe Rundbogenfries. Giebelseiten in Kalksteinmauerwerk. Westturm auf rechteckigem Grundriss, im Turmschaft Rundbogenfenster, im Glockenstuhl gekuppelte Schallarkaden mit Teilungssäulchen mit Kämpfer. Im UG des Turmes ein ca. 2 Meter starkes Kalksteinmauerwerk. In Giebelfeldern eingelassene Turmuhr, Satteldach mit Laterne und polygonalem Pyramidenaufsatz. Wetterfahne von 1769 inschriftlich datiert. | 32661744 | Weitere Bilder |
| Dorfstraße 3 52° 21′ 9″ N, 10° 40′ 3″ O  | Pfarrhaus   | | 32661727 | BW             |

### Gruppe: Gut Groß Brunsrode
Die Gruppe hat die ID : 32630099. Erhaltene Teile des ehemaligen Rittergutes mit im 19. und 20. Jh. umgebauten Herrenhaus, Parkgrundstück und Scheune. Gutsanlage im Osten des Dorfes. Wirtschaftshof zur Bahnhofstraße orientiert (Nordzufahrt), Herrenhaus an der alten Hauptstraße gelegen.
| Lage                                                       | Bezeichnung | Beschreibung | ID       | Bild |
| ---------------------------------------------------------- | ----------- | --- | -------- | ---- |
| Alte Hauptstraße 1 52° 21′ 9″ N, 10° 40′ 9″ O              | Wohnhaus    | Zweigeschossiger Bau unter Halbwalmdach in Ziegelpfannendeckung. EG in Kalksteinmauerwerk mit Holzeinfassungen, darunter Gewölbekeller. Gartenportal und westliches Rundbogenportal in Kalkstein. OG in Fachwerkbauweise mit verputzter Ausfachung. Giebelseitige spätere Anbauten.                                                                                    | 32661637 | BW   |
| Alte Hauptstraße 1 52° 21′ 11″ N, 10° 40′ 12″ O            | Wohnhaus    | Zweigeschossiger, breitgelagerter Bau unter Satteldach in Ziegelpfannendeckung. EG in Natursteinmauerwerk, OG nördlich in Kalkstein- und Ziegelmauerwerk, Südseite in Fachwerk. Östliche Giebelseite in Ziegelpfannenbehang, dort Anschluss an eine Bruchsteinmauer als evtl Rudiment der Einfriedung des Rittergutes. Ehemaliges Forsthaus, zu Wohnzwecken ausgebaut. | 41391084 | BW   |
| Alte Hauptstraße 1 52° 21′ 9″ N, 10° 40′ 15″ O             | Park        | | 32661671 | BW   |
| Alte Hauptstraße 1 52° 21′ 10″ N, 10° 40′ 17″ O            | Scheune     | Langgezogener, eingeschossiger Fachwerkflügel auf Kalksteinsockel unter Halbwalmdach. Nord-, Ost- und Südwand teils in Kalksteinmauerwerk, der Rest ganzflächig verputzt. Westliche Traufseite in Sichtfachwerk mit verputzten Gefachen, Wirtschaftstoren sowie Ladeerkern mit Niedersachsenpferden. 1950–55 im Rahmen der Umbaumaßnahmen verändert.                   | 32661654 | BW   |
| Am Kirchfeld 1 / 1 a, 3 / 3 a 52° 21′ 11″ N, 10° 40′ 11″ O | Schafstall  | Vierständer-Fachwerkbau auf Sockel unter Halbwalmdach mit Niedersachsengiebel. Fachwerkgefüge mit geschosshohen Streben und einer Ziegelsichtausfachung, östliche Giebelseite mit einer Tordurchfahrt zur ehemaligen Längsdiele. Zunächst zur Scheune, dann zu Wohnzwecken ausgebaut.                                                                                  | 32661688 | BW   |

### Baudenkmale (Einzeln)
| Lage                                      | Bezeichnung               | Beschreibung | ID       | Bild |
| ----------------------------------------- | ------------------------- | --- | -------- | ---- |
| Dorfstraße 10 52° 21′ 12″ N, 10° 40′ 0″ O | Wohn-/ Wirtschaftsgebäude | Zweigeschossiger, breitgelagerter Fachwerkbau unter Halbwalmdach in Ziegelpfannendeckung. Östliche Gebäudehälfte mit Toreinfahrt, westliche Gebäudehälfte mit Wohnteil. Symmetrisches Fachwerkgefüge mit im EG zweifach verriegeltem und im OG einfach verriegeltem Fachwerkgefüge mit verputzter Ausfachung, rückwärtige Ausfachungen in Ziegelsichtsetzung. | 32661778 | BW   |

## Klein Brunsrode
In Klein Brunsrode sind keine Baudenkmale verzeichnet.

## Lehre

### Gruppe: Berliner Straße 70
Die Gruppe hat die ID : 32629896. Fachwerkbaugruppe der Mitte des 19. Jh. mit Wohn-/ Wirtschaftsgebäude und Scheune.

| Lage                                            | Bezeichnung               | Beschreibung | ID       | Bild |
| ----------------------------------------------- | ------------------------- | --- | -------- | ---- |
| Berliner Straße 70 52° 19′ 49″ N, 10° 40′ 11″ O | Wohn-/ Wirtschaftsgebäude | Giebelständiges Fachwerkhaus auf Sockel unter Halbwalmdach in Ziegelpfannendeckung. Symmetrisches Fachwerkgefüge mit geschosshohen Streben, im EG mit doppelter, im OG in einfacher Verriegelung. Ausfachung in gestrichener Ziegelsetzung, südliches OG mit vertikaler Bohlenverblendung. Westlicher Anbau im EG, Drempelgeschoss in Fachwerk. | 32661867 | BW   |
| Berliner Straße 70 52° 19′ 49″ N, 10° 40′ 12″ O | Scheune                   | Querdurchfahrtsscheune als Fachwerkbau auf Sockel unter Halbwalmdach in Krempziegeldeckung. Fachwerkgefüge mit geschosshohen Streben und dreifacher Verriegelung, westliche Giebelseite in Krempziegelbehang. Vereinzelte Ladeluken. | 32660732 | BW   |

### Gruppe: Berliner Straße 82, 84
Die Gruppe hat die ID : 32629908. Fachwerkzeile mit Wohn- und Wirtschaftsgebäuden der Mitte und der zweiten Hälfte des 19. Jh.

| Lage                                            | Bezeichnung               | Beschreibung | ID       | Bild |
| ----------------------------------------------- | ------------------------- | --- | -------- | ---- |
| Berliner Straße 82 52° 19′ 57″ N, 10° 40′ 20″ O | Wohn-/ Wirtschaftsgebäude | Zweigeschossiger Fachwerkbau auf niveauausgleichendem Natursteinsockel unter Halbwalmdach in Krempziegeldeckung. Zur Straßenseite außermittiger Eingang mit bauzeitlicher Eingangstür, rechts daneben ein Dielentor. Fachwerkgefüge mit geschosshohen Streben und einer Ziegelsichtausfachung, westliches Giebelfeld und OG in Krempziegelbehang. Im Garten ein Torsturz mit der Datierung „1846“. | 32661905 | BW   |
| Berliner Straße 82 52° 19′ 58″ N, 10° 40′ 21″ O | Wohn-/ Wirtschaftsgebäude | Giebelständiger, zweigeschossiger Fachwerkbau unter Satteldach in Ziegelpfannendeckung. Hofseitiger Eingang hinter Vordach, rechts daneben eine zugesetztes Dielentor. Regelmäßiges Fachwerkgefüge mit Andreaskreuzen, zweifeldigen Streben sowie einer doppelten Verriegelung, verputzte Ziegelausfachungen.                                                                                      | 32662721 | BW   |
| Berliner Straße 82 52° 19′ 59″ N, 10° 40′ 22″ O | Durchfahrtscheune         | Traufständige, zweigeschossige Durchfahrtsscheune unter Satteldach in Ziegelpfannendeckung. Fachwerkgefüge mit zweifeldigen Streben und einer verputzten Ziegelausfachung, Ostseite in Ständerfachwerk. Leicht außermittiges Dielentor, darüber straßenseitige Ladeerker. | 32660374 | BW   |

### Gruppe: Kirchhof Lehre
Die Gruppe hat die ID : 32629920. Ortsbildwirksamer historischer Ortskern mit einer im Kern romanischer Pfarrkirche, dem Gelände des Kirchhofs mit Gefallenendenkmal sowie Baumbestand, sowie nördlich angrenzendem Pfarrhaus des 19. Jh.
| Lage                                        | Bezeichnung               | Beschreibung | ID       | Bild           |
| ------------------------------------------- | ------------------------- | --- | -------- | -------------- |
| Mühlenwinkel 1 52° 19′ 53″ N, 10° 40′ 13″ O | Kirche zum Heiligen Kreuz | Im Kern romanischer Saalbau im geschlämmten Natursteinmauerwerk mit eingezogenem Chor und runder Apsis sowie einem querrechteckigen Westwerk. Langhaus auf abgeschrägtem Natursteinsockel unter Walmdach in Krempziegeldeckung, Spitzbogenfenster mit Bleiversprossung sowie Werksteineinfassung, die Gebäudeecken durch Werksteinquaderungen hervorgehoben. Im Süden Anbau einer Vorhalle. Westturm mit rundbogigen Schallarkaden sowie Turmuhr, zwei ziegelgedeckte Pyramidendächer mit Wetterfahnen und verbindender Brücke. Innen eine Knorpelwerkrahmung der Spitzbogenfenster, Balkendecke mit Stuckaturen von Otto Horenbostel aus Celle, bemalte Emporenbrüstungen mit Szenen aus dem Alten und Neuen Testament. | 32662183 | Weitere Bilder |
| Mühlenwinkel 1 52° 19′ 53″ N, 10° 40′ 12″ O | Kirchhof                  | | 32662217 | BW             |
| Mühlenwinkel 1 52° 19′ 53″ N, 10° 40′ 14″ O | Kriegerdenkmal            | 1914/18, 1939/1945 | 32662200 |                |
| Mühlenwinkel 1 52° 19′ 54″ N, 10° 40′ 13″ O | Wohnhaus                  | Zweigeschossiger, traufständiger Fachwerkbau auf Sockel unter Halbwalmdach in Ziegelpfannendeckung. Achsenmittige südliche Eingangstür mit bauzeitlicher klassizistischer Tür, achsensymmetrisches Fachwerkgefüge mit geschosshohen Streben, gekuppelten Ständern, einer zweifachen Verriegelung sowie einer gestrichenen Ziegelausfachung. Westliches Giebelfeld in Ziegelpfannenbehang, nördliches EG in Ziegelmauerwerk unterfangen. | 32662234 | BW             |

### Gruppe: Marktstraße 3, 5, 7
Die Gruppe hat die ID : 32629934. Reihe dreier Hofanlagen der ersten Hälfte des 19. Jh. mit traufständigen zur Straße zugewandten Wohn-/ Wirtschaftsgebäuden und rückwärtigen Wirtschaftsgebäuden in Fachwerkbauweise.
| Lage                                       | Bezeichnung               | Beschreibung | ID       | Bild |
| ------------------------------------------ | ------------------------- | --- | -------- | ---- |
| Marktstraße 3 52° 19′ 50″ N, 10° 40′ 9″ O  | Wohn-/ Wirtschaftsgebäude | Zweigeschossiger Fachwerkbau auf Naturstein-Quadersockel unter Halbwalmdach in Krempziegeldeckung. Symmetrisches Fachwerkgefüge mit geschosshohen Streben und im EG doppelter, im OG einfacher Verriegelung, gestrichene Ziegelausfachung. Hofseitig zugesetztes Dielentor, nordöstliches EG massiv ersetzt, Giebelfeld in Krempziegelbehang. Westliche Traufseite tw. in Ziegelpfannenbehang. | 32662772 | BW   |
| Marktstraße 3 52° 19′ 50″ N, 10° 40′ 10″ O | Wirtschaftsgebäude        | Parallel ein wenig zurückgesetzt verlaufender Wirtschaftsflügel in Fachwerkbauweise mit Schopfwalmdach in Ziegelpfannendeckung. | 32660425 | BW   |
| Marktstraße 5 52° 19′ 50″ N, 10° 40′ 9″ O  | Wohnhaus                  | Zweigeschossiger Fachwerkbau unter Halbwalmdach in Ziegelpfannendeckung. EG vollständig in Ziegelmauerwerk ersetzt, OG in Fachwerk mit Ziegelsichtausfachung, auf der West und Südseite in Ziegelpfannenbehang. | 32662789 | BW   |
| Marktstraße 7 52° 19′ 52″ N, 10° 40′ 10″ O | Wohn-/ Wirtschaftsgebäude | Zweigeschossiges, traufständiges Fachwerkgebäude auf hohen verputzten Sockel unter Halbwalmdach. Zur westlichen Traufseite großes außermittiges Einfahrtstor, mit nachträglichen Veränderungen. Symmetrisches Fachwerkgefüge mit geschosshohen Streben und verputzter Ziegelausfachung. | 32662806 | BW   |
| Marktstraße 7 52° 19′ 52″ N, 10° 40′ 11″ O | Wirtschaftsgebäude        | Eingeschossiger Fachwerkbau mit Ziegelsichtausfachung unter Satteldach, zur Hofseite Wirtschaftsöffnungen. | 32660459 | BW   |

### Gruppe: Marktstraße 4
Die Gruppe hat die ID : 32629947.

| Lage                                      | Bezeichnung          | Beschreibung | ID       | Bild |
| ----------------------------------------- | -------------------- | --- | -------- | ---- |
| Marktstraße 4 52° 19′ 44″ N, 10° 40′ 2″ O | Wohnhaus             | Zweigeschossiger Fachwerkbau auf Werksteinsockel unter Halbwalmdach. Zur Hofseite mehrere Zugänge, symmetrisches Fachwerkgefüge mit geschosshohen Streben und verputzter Ausfachung. Zum Osten spätere Erweiterungen. | 32662738 | BW   |
| Marktstraße 4 52° 19′ 45″ N, 10° 40′ 1″ O | Scheune              | Fachwerkscheune auf Kalksteinsockel unter Halbwalmdach in Ziegelpfannendeckung. Zum Osten achsenmittige Quereinfahrt, symmetrisches Fachwerk in Ziegelsichtausfachung, südliche Giebelseite in Bruchsteinausfachung.  | 32660391 | BW   |
| Marktstraße 4 52° 19′ 46″ N, 10° 40′ 2″ O | unbestimmtes Gebäude | | 32660493 | BW   |
| Marktstraße 4 52° 19′ 45″ N, 10° 40′ 3″ O | unbestimmtes Gebäude | | 32660595 | BW   |

### Gruppe:MUNA Kampstüh
Die Gruppe hat die ID : 39255615. Große Produktionsanlage mit typisierten Gebäuden. Im Süden des Areals Mehrfamilienwohnhäusern für das ehemalige Wach- und Aufsichtspersonal mit zugehörigen ehemaligen Stall- und Scheunengebäuden. Im Westen reihen sich Lagerhäuser entlang des ehemaligen Bahnanschlusses aneinander, dort Umschlagplatz mit Verladebahnhof. Zwischen Lagerhäusern und Bunkern die eigentlichen Produktionsgebäude, die Munitionsarbeiterhäuser (MAH).
| Lage                                | Bezeichnung        | Beschreibung | ID       | Bild |
| ----------------------------------- | ------------------ | --- | -------- | ---- |
| K 58 52° 19′ 53″ N, 10° 41′ 45″ O   | Lagergebäude       | „LH 21“, eingeschossiger verputzter Massivbau unter flachem Satteldach. Zur östlichen Traufseite zweiflügelige Türen. | 41784694 | BW   |
| K 58 52° 19′ 40″ N, 10° 41′ 50″ O   | Lagergebäude       | „LH 7“, zweigeschossiger verputzter Massivbau unter flachem Satteldach. Symmetrisch gegliederter Baukörper mit erhöhter Mittelachse (wohl Treppenhaus oder Aufzug) sowie vorgelagerter Verladerampe. Querrechteeckige Fenster mit Eisensprossen. | 41780144 | BW   |
| K 58 52° 19′ 36″ N, 10° 41′ 51″ O   | Lagergebäude       | Zweigeschossiger verputzter Massivbau unter flachem Satteldach. Symmetrisch gegliederter Baukörper mit erhöhter Mittelachse (wohl Treppenhaus oder Aufzug) sowie vorgelagerter Verladerampe. Querrechteckige Fenster mit Eisensprossen. | 41783791 | BW   |
| K 58 52° 19′ 33″ N, 10° 41′ 52″ O   | Lagergebäude       | „LH 5“, zweigeschossiger verputzter Massivbau unter flachem Satteldach. Symmetrisch gegliederter Baukörper mit erhöhter Mittelachse (wohl Treppenhaus oder Aufzug) sowie vorgelagerter Verladerampe. Querrechteckige Fenster mit Eisensprossen. | 41780165 | BW   |
| K 58 52° 19′ 29″ N, 10° 41′ 53″ O   | Lagergebäude       | „LH 2“, zweigeschossiger verputzter Massivbau unter flachem Satteldach. Symmetrisch gegliederter Baukörper mit erhöhter Mittelachse (wohl Treppenhaus oder Aufzug) sowie vorgelagerter Verladerampe. Querrechteckige Fenster mit Eisensprossen. | 41780185 | BW   |
| K 58 52° 19′ 24″ N, 10° 41′ 53″ O   | Lagergebäude       | „LH 3“, eingeschossiger verputzter Massivbau unter Flachdach mit fast quadratischem Grundriss. Das Gebäude ist wohl als Betonskelettbau konstruiert, wobei auf der Nordseite ein offener Bereich vorspringt. Querrechteckige Fenster mit Eisensprossen. | 41780219 | BW   |
| K 58 52° 19′ 22″ N, 10° 41′ 53″ O   | Lagergebäude       | Eingeschossiger verputzter Massivbau unter Flachdach mit fast quadratischem Grundriss. Das Gebäude ist wohl als Betonskelettbau konstruiert, wobei auf der Nordseite ein offener Bereich vorspringt. Ursprüngliche Nutzung nicht bekannt, vermutlich Lagerhaus. | 41784585 | BW   |
| K 58 52° 19′ 18″ N, 10° 41′ 54″ O   | Werkstatt          | Entgiftungsgebäude, ehem., eingeschossiger verputzter Massivbau unter flachem Satteldach. Die ursprüngliche Nutzung ist nicht bekannt. | 41784559 | BW   |
| K 58 52° 19′ 17″ N, 10° 41′ 54″ O   | Nebengebäude       | Kleiner verputzter Massivbau unter Walmdach mit hohen Fensteröffnungen auf der östlichen Längsseite und Eingangstür auf der Nordseite. Es könnte sich hier um ein Pumpenhaus handeln. Erbaut nach 1935. | 41784042 | BW   |
| K 58 52° 19′ 36″ N, 10° 41′ 56″ O   | Produktionsgebäude | „MAH 2“, Langgestreckter, eineinhalbgeschossiger und verputzter Massivbau unter flachen Satteldach. Westliche Traufseite mit doppelflügeligen Türen sowie Schiebetoren, scheitrechten Fenstern und Oberlichter mit Eisenversprossung. Am südlichen Giebel ein eingeschossiger Anbau mit zweiflügeligen kassettierten Türen.                                                                      | 41783818 | BW   |
| K 58 52° 19′ 29″ N, 10° 41′ 58″ O   | Werkstatt          | Langgestreckter eingeschossiger verputzter Massivbau unter flachem Satteldach. Es handelt sich wohl um ehem. „Entgiftungsgebäude“ in dem während des Krieges Hülsen von Granaten gereinigt wurden. | 41783853 | BW   |
| K 58 52° 19′ 25″ N, 10° 41′ 59″ O   | Halle              | „LH 21“, Gebäude parallel-östlich des ehemaligen „Entgiftungsgebäudes“. Eingeschossiger verputzter Massivbau unter flachem Satteldach mit querrechteckigen Lichtfenstern und giebelseitigem Tor. | 41783939 | BW   |
| K 58 52° 19′ 29″ N, 10° 42′ 0″ O    | Lagergebäude       | Eingeschossiger verputzter Massivbau unter Flachdach mit fast quadratischem Grundriss. Das Gebäude ist als Betonskelettbau konstruiert, wobei auf der Südseite ein offener Bereich vorspringt. Ursprüngliche Nutzung nicht bekannt, vermutlich wohl Lagerhaus. | 41783975 | BW   |
| K 58 52° 19′ 22″ N, 10° 41′ 58″ O   | Einmannbunker      | Die offizielle Bezeichnung lautete damals „Luftschutz-Splitterschutzzelle“. Gedacht waren die Bodenverankerten Kleinbunker für Brandwachen oder als Provisorium bis andere Schutzbauten errichtet waren. Es handelt sich hier um eine runde Stahlbetonzelle mit kuppelförmigen oberen Abschluss. Die Splitterschutzzellen verfügten neben der Einstiegsluke oft auch über eine Notausstiegsluke. | 41780251 | BW   |
| K 58 52° 19′ 20″ N, 10° 41′ 57″ O   | Bahnhof            | Langgestreckter massiver Putzbau unter Flachdach, im Süden anschließender offener Holzständerbau unter flachem Satteldach. Um die Verfügbarkeit der Diesellokomotive im Winter sicherzustellen wurde Heizungsgebäude für Lokschuppen errichtet. | 41783998 | BW   |
| K 58 52° 19′ 36″ N, 10° 42′ 1″ O    | Produktionsgebäude | „MAH 3“, Langgestreckter, eineinhalbgeschossiger verputzter Massivbau unter flachen Satteldach. Auf der südlichen Längsseite breite doppelflügelige Türen und Oberlichtfenster, am nördlichen Giebel ein eingeschossiger und zeitgleicher Anbau. | 41780202 | BW   |
| K 58 52° 19′ 33″ N, 10° 42′ 4″ O    | Produktionsgebäude | „MAH 4“, Langgestreckter eineinhalbgeschossiger verputzter Massivbau unter flachem Satteldach mit zweiflügeligen Türen auf der östlichen Traufseite. Am nördlichen Giebel ein eingeschossiger zeitgleicher Anbau mit zwei zweiflügeligen Türen. Fenster und Türen wohl aus der Erbauungszeit erhalten.                                                                                           | 41784734 | BW   |
| K 58 52° 19′ 30″ N, 10° 42′ 7″ O    | Produktionsgebäude | „MAH 5“, Langgestreckter eineinhalbgeschossiger verputzter Massivbau unter flachem Satteldach. Östliche Traufseite mit doppelflügeligen Türen, eisenversprossten Fenstern und späteren Rolltoren. Am nördlichen Giebel ein eingeschossiger zeitgleicher Anbau mit ehemaligen Tor, ebenfalls unter flachen Satteldach.                                                                            | 41784713 | BW   |
| K 58 52° 19′ 13″ N, 10° 41′ 54″ O   | Nebengebäude       | Zweigeschossiges massives Nebengebäude unter flachem Satteldach. Erdgeschoss verputzt, Obergeschoss in vertikaler Verbretterung. Im Erdgeschoss waren wohl die Ställe untergebracht, spätere Nutzung als Garagen. OG ursprünglich zum Lagern von Heu und Stroh. | 41779179 | BW   |
| K 58 1 52° 19′ 13″ N, 10° 41′ 54″ O | Wohnhaus           | Wohngebäude für das Wach- und Aufsichtspersonal. Zweigeschossige verputzte Massivbauten auf Ziegelsockel unter Walmdach. Hauseingänge durch überstabte Türlaibungen aus Ziegelsichtmauerwerk betont. An Rückseiten kleine Nutzgärten und Nebengebäude (Stall/Scheune)zur Selbstversorgung angeordnet.                                                                                            | 41778416 | BW   |
| K 58 52° 19′ 13″ N, 10° 41′ 57″ O   | Wache              | Kleiner eingeschossiger verputzter Massivbau unter sehr flachem Walmdach an der südlichen Zufahrt zum Gelände. | 41780119 | BW   |
| K 58 2 52° 19′ 12″ N, 10° 41′ 59″ O | Wohnhaus           | Wohngebäude für das Wach- und Aufsichtspersonal. Zweigeschossige verputzte Massivbauten auf Ziegelsockel unter Walmdach. Hauseingänge durch überstabte Türlaibungen aus Ziegelsichtmauerwerk betont. An Rückseiten kleine Nutzgärten und Nebengebäude (Stall/Scheune)zur Selbstversorgung angeordnet.                                                                                            | 41778435 | BW   |
| K 58 3 52° 19′ 13″ N, 10° 42′ 0″ O  | Wohnhaus           | Wohngebäude für das Wach- und Aufsichtspersonal. Zweigeschossige verputzte Massivbauten auf Ziegelsockel unter Walmdach. Hauseingänge durch überstabte Türlaibungen aus Ziegelsichtmauerwerk betont. An Rückseiten kleine Nutzgärten und Nebengebäude (Stall/Scheune)zur Selbstversorgung angeordnet.                                                                                            | 41778465 | BW   |
| K 58 4 52° 19′ 12″ N, 10° 42′ 1″ O  | Wohnhaus           | Wohngebäude für das Wach- und Aufsichtspersonal. Zweigeschossige verputzte Massivbauten auf Ziegelsockel unter Walmdach. Hauseingänge durch überstabte Türlaibungen aus Ziegelsichtmauerwerk betont. An Rückseiten kleine Nutzgärten und Nebengebäude (Stall/Scheune)zur Selbstversorgung angeordnet.                                                                                            | 41778675 | BW   |
| K 58 52° 19′ 13″ N, 10° 41′ 59″ O   | Nebengebäude       | Zweigeschossiges massives Nebengebäude unter flachem Satteldach. Erdgeschoss verputzt, Obergeschoss in vertikaler Verbretterung. Im EG waren wohl die Ställe untergebracht, spätere Nutzung als Garagen. OG ursprünglich zum Lagern von Heu und Stroh. | 41779197 | BW   |
| K 58 52° 19′ 13″ N, 10° 42′ 2″ O    | Nebengebäude       | Zweigeschossiges massives Nebengebäude unter flachem Satteldach. Erdgeschoss verputzt, Obergeschoss in vertikaler Verbretterung. Im EG waren wohl die Ställe untergebracht, spätere Nutzung als Garagen. OG ursprünglich zum Lagern von Heu und Stroh. | 41779215 | BW   |
| K 58 5 52° 19′ 11″ N, 10° 42′ 5″ O  | Wohnhaus           | Wohngebäude für das Wach- und Aufsichtspersonal. Zweigeschossige verputzte Massivbauten auf Ziegelsockel unter Walmdach. Hauseingänge durch überstabte Türlaibungen aus Ziegelsichtmauerwerk betont. An Rückseiten kleine Nutzgärten und Nebengebäude (Stall/Scheune)zur Selbstversorgung angeordnet.                                                                                            | 41778693 | BW   |
| K 58 52° 19′ 12″ N, 10° 42′ 5″ O    | Nebengebäude       | Zweigeschossiges massives Nebengebäude unter flachem Satteldach. Erdgeschoss verputzt, Obergeschoss in vertikaler Verbretterung. Im EG waren wohl die Ställe untergebracht, spätere Nutzung als Garagen. OG ursprünglich zum Lagern von Heu und Stroh. | 41779232 | BW   |

### Baudenkmale (Einzeln)
| Lage                                                        | Bezeichnung               | Beschreibung | ID       | Bild |
| ----------------------------------------------------------- | ------------------------- | --- | -------- | ---- |
| Berliner Straße 65 52° 19′ 48″ N, 10° 40′ 11″ O             | Wohnhaus                  | Zweigeschossiger, breitgelagerter Fachwerkbau auf Kalkstein-Quadersockel unter Halbwalmdach in Ziegelpfannendeckung. Achsenmittiger Zugang mit klassizistischer Haustür, symmetrisches Fachwerkgefüge mit zweifeldigen Streben sowie eine Ziegelsichtausfachung. Breites Profilgesims an der Traufe, Giebelseiten in Ziegelpfannenbehang. Im Kern Teile des Vorgängerbaus von 1750. | 32661830 | BW   |
| Berliner Straße 86 52° 20′ 4″ N, 10° 40′ 24″ O              | Wohnhaus                  | Zweigeschossiger, villenartiger Fachwerkbau auf T-förmigen Grundriss und profiliertem Kalkstein-Werksteinsockel unter Satteldächern in Betonpfannendeckung. Südlicher Flügel mit achsenmittigen Risalit mit vorkragendem Zwerchhaus, Fassade durch vertikale Holzschalung mit Zierschnitt verblendet. Giebelseiten in Zierfachwerk, nördlich schließt ein weiterer Gebäudeflügel an, ebenfalls in Zierfachwerk mit geschlämmter Ziegelsichtsetzung. Im Gebälk ein Deutsches Band, Giebelfelder leicht vorkragend mit profilierten Balkenköpfen. | 32661955 | BW   |
| Berliner Straße 87 52° 19′ 57″ N, 10° 40′ 22″ O             | Wohnhaus                  | | 32661975 | BW   |
| Campenstraße 2 / Zum Börneken 9 52° 19′ 54″ N, 10° 40′ 4″ O | Wohn-/ Wirtschaftsgebäude | | 32661995 | BW   |
| Campenstraße 9 52° 19′ 52″ N, 10° 40′ 13″ O                 | Wohnhaus                  | Zweigeschossiger Fachwerkbau auf Sockel unter Halbwalmdach. Symmetrisches Fachwerkgefüge mit gestrichener Ziegelsichtausfachung. Zum Westen angebaut mit niedrigerem Dachfirst eine Fachwerkscheune, die gemeinsam mit dem Wohnhaus eine Hakenhofform bildet. | 32662030 | BW   |
| Mühlenwinkel 2 52° 19′ 54″ N, 10° 40′ 10″ O                 | Wohn-/ Wirtschaftsgebäude | | 32662251 | BW   |
| Mühlenwinkel 6 52° 19′ 56″ N, 10° 40′ 13″ O                 | Scheune                   | straßenseitige Scheune | 32662270 | BW   |
| Mühlenwinkel 8 52° 19′ 57″ N, 10° 40′ 13″ O                 | Wohn-/ Wirtschaftsgebäude | Traufständiges Gebäude in Fachwerkbauweise auf Natursteinsockel unter Halbwalmdach. Außermittige Querdurchfahrt, einseitig zugesetzt, Wohnteil in Wirtschaftsteil der ursprünglichen Querdurchfahrtsscheune integriert. Fachwerkgefüge mit Ziegelsichtausfachung. | 32662290 | BW   |
| Neue Reihe 3 52° 19′ 40″ N, 10° 40′ 5″ O                    | Wohn-/ Wirtschaftsgebäude | Zweigeschossiger Fachwerkbau auf Natursteinsockel unter Halbwalmdach in Ziegelpfannendeckung. Fachwerkgefüge mit zweifeldigen Streben und im Erdgeschoss einfacher, im Obergeschoss zweifacher Verriegelung. Verputzte Ausfachung, Fenster im EG zum Teil mit Läden. Aufteilung in südlichen Wohnteil und nördlichen Wirtschaftsteil. | 32662309 | BW   |

## Wendhausen

### Gruppe: Kirchhof Wendhausen
Die Gruppe hat die ID : 32630169. Ortsbildwirksamer historischer Ortskern mit Kirche, dem Gelände des Kirchhofs, einer Dorfschule und dem Gebäude des ehemaligen Witwenstifts.

| Lage                                       | Bezeichnung                              | Beschreibung | ID       | Bild |
| ------------------------------------------ | ---------------------------------------- | --- | -------- | ---- |
| Im Unterdorf 52° 19′ 13″ N, 10° 38′ 6″ O   | St.-Dionysius-Areopagita-Kirche          | Rechteckiger Saalbau in Bruchsteinmauerwerk mit Eckquaderung, geradem Chorschluss und einem eingezogenen Westturm. Langschiff mit scheitrechten Fenstern in Werksteineinfassung, an der Außenmauer eingelassene Epitaphien. Turm mit Westportal, Lichtfenstern, Turmuhr sowie in gekuppelten Schallarkaden in Spitzbögen mit Courronement. Schiefergedecktes Pyramidendach mit Glockenhäuschen.                                                                                 | 32662584 |      |
| Im Unterdorf 52° 19′ 13″ N, 10° 38′ 7″ O   | Kirchhof                                 | Kirchhof der St.-Dionysius-Areopagita-Kirche in Form einer erhöht stehenden Grünfläche mit altem Baumbestand. | 32662601 | BW   |
| Im Unterdorf 6 52° 19′ 12″ N, 10° 38′ 7″ O | ehem. Gräflich von Deynsches Witwenstift | Eingeschossiger Fachwerkbau auf Ziegel- und Werksteinsockel unter Walmdach in Ziegelpfannendeckung mit Aufschieblingen. Elfachsige, achsensymmetrische Fassade mit mittigen Zugang und Zwerchhaus. Fachwerkgefüge mit zweifeldigen Streben und Fußstreben wie auch teils -winkelhölzern. Zwerchhaus mit einer großen Inschriftenstein mit dem Stifterwappen der Grafen von Dehn sowie Verzierungen aus der Zeit Ludwigs des XIV. Die Flanken sind in Schieferdeckung gestaltet. | 32662635 | BW   |
| Im Unterdorf 4 52° 19′ 13″ N, 10° 38′ 8″ O | Schule                                   | Zweigeschossiger Fachwerkbau auf verputztem Sockel unter Halbwalmdach. Symmetrisches Fachwerkgefüge mit geschosshohen Streben und im EG einfacher, im OG doppelter Verriegelung, verputzte Ausfachung. Zur Ostseite kleiner Anbau unter Pultdach, zum Norden in Ziegeln vollverschalter Anbau unter flach geneigtem Pultdach. Westgiebel vollflächig in Ziegelpfannenbehang. | 32662618 | BW   |

### Gruppe: Schloß Wendhausen
Die Gruppe hat die ID : 32630154. Aus einer mittelalterlichen Wasserburg hervorgegangene und geschichtlich bedeutende und ortsbildprägende Schlossanlage von 1688/1733 mit Gräften, dem Gelände des ehemaligen Schlossparks, und dem nördlichen Wirtschaftshof.

| Lage                                                 | Bezeichnung | Beschreibung | ID       | Bild |
| ---------------------------------------------------- | ----------- | --- | -------- | ---- |
| Hauptstraße 19 52° 19′ 9″ N, 10° 37′ 59″ O           | Schloß      | Schloss Wendhausen, unregelmäßiger, von einer Graft umgebener Vierflügelbau unter Walmdach in Ziegelpfannendeckung. In Bruchstein errichteten zweigeschossigen Gebäudeflügel ruhen auf mächtigen Kellergewölben unter abgeknickten Walmdach in Ziegelpfannendeckung. Äußere Fenster in geohrten Sandsteineinfassungen. Am Dach sind Gauben mit Holzläden sowie profilierten Gesimsen unter Satteldächern verteilt, hofseitig ebenfalls ein Ladeerker im Südflügel über einer Auslucht des 19. Jh. | 32662495 |      |
| Hauptstraße 19 52° 19′ 10″ N, 10° 37′ 48″ O          | Parkgelände | | 32662512 | BW   |
| Hauptstraße 31 a - 31 e 52° 19′ 12″ N, 10° 37′ 58″ O | Scheune     | | 37162766 | BW   |
| Hauptstraße 25 - 29 b 52° 19′ 13″ N, 10° 38′ 0″ O    | Torhaus     | Nördlicher Wirtschaftsflügel des dreiseitigen Wirtschaftshofes: langgestreckter Ziegelbau unter Satteldach in Ziegelpfannendeckung. Originale Fassadenöffnungen mit Segmentbögen, achsenmittig Tordurchfahrt mit darüber liegendem ehemaligen Ladeerker. Anfang des 19. Jh. errichtet, zu Wohnzwecken ausgebaut. | 41867865 | BW   |
| Hauptstraße 29 c - 29 j 52° 19′ 12″ N, 10° 38′ 1″ O  | Pferdestall | Ostflügel des dreiseitigen Wirtschaftshofes des Schlosses: ehemaliges Stallgebäude als eingeschossiger Ziegelbau unter Satteldach. Originale Fenster mit Segmentbogenstürzen, unter der Traufe ein Zahnschnitt in Ziegelziersetzung. Im Kern im Jahre 1688 errichtet, Anfang des 19. Jh. modernisiert. Zu Wohnzwecken ausgebaut. | 32662529 | BW   |
| Hauptstraße 52° 19′ 11″ N, 10° 38′ 0″ O              | Schmiede    | | 37162744 | BW   |

### Gruppe: Windmühle Wendhausen
Die Gruppe hat die ID : 32630141.

| Lage                                       | Bezeichnung | Beschreibung | ID       | Bild |
| ------------------------------------------ | ----------- | --- | -------- | ---- |
| Hauptstraße 5 52° 18′ 59″ N, 10° 37′ 59″ O | Wohnhaus    | Zweigeschossiger, giebelständiger Fachwerkbau unter Satteldach in Ziegelpfannendeckung. Symmetrisches Fachwerkgefüge mit entgegenlaufenden geschosshohen Streben, Ausfachung in Ziegelsichtsetzung. Zur Südseite ein zugesetztes Querdielentor sowie der Hauptzugang. Nördliche Traufseite gänzlich in Krempziegelbehang. | 32662478 |      |
| Hauptstraße 5 52° 18′ 58″ N, 10° 37′ 58″ O | Windmühle   | Windmühle Wendhausen | 32662461 |      |

### Baudenkmale (Einzeln)
| Lage                                        | Bezeichnung | Beschreibung | ID       | Bild |
| ------------------------------------------- | ----------- | --- | -------- | ---- |
| Hauptstraße 61 52° 19′ 16″ N, 10° 37′ 59″ O | Gaststätte  | Eingeschossiger Fachwerkbau unter Halbwalmdach in Ziegelpfannendeckung. Hauptgebäude mit späterer Erweiterung eines vierachsigen Zwerchhauses, nach Westen hin durch einen im Dachfirst niedrigeren Saalanbau mit ausgebauten DG. Fachwerkgefüge mit zweifeldigen Streben und verputzter Ausfachung. | 32662546 | BW   |